# ELAC1
ELAC1 (англ. ElaC ribonuclease Z 1) – білок, який кодується однойменним геном, розташованим у людей на короткому плечі 18-ї хромосоми. Довжина поліпептидного ланцюга білка становить 363 амінокислот, а молекулярна маса — 40 019.
| 10         |  | 20         |  | 30         |  | 40         |  | 50         |
| ---------- |  | ---------- |  | ---------- |  | ---------- |  | ---------- |
| MSMDVTFLGT |  | GAAYPSPTRG |  | ASAVVLRCEG |  | ECWLFDCGEG |  | TQTQLMKSQL |
| KAGRITKIFI |  | THLHGDHFFG |  | LPGLLCTISL |  | QSGSMVSKQP |  | IEIYGPVGLR |
| DFIWRTMELS |  | HTELVFHYVV |  | HELVPTADQC |  | PAEELKEFAH |  | VNRADSPPKE |
| EQGRTILLDS |  | EENSYLLFDD |  | EQFVVKAFRL |  | FHRIPSFGFS |  | VVEKKRPGKL |
| NAQKLKDLGV |  | PPGPAYGKLK |  | NGISVVLENG |  | VTISPQDVLK |  | KPIVGRKICI |
| LGDCSGVVGD |  | GGVKLCFEAD |  | LLIHEATLDD |  | AQMDKAKEHG |  | HSTPQMAATF |
| AKLCRAKRLV |  | LTHFSQRYKP |  | VALAREGETD |  | GIAELKKQAE |  | SVLDLQEVTL |
| AEDFMVISIP |  | IKK        |  |            |  |            |  |            |

A: Аланін

C: Цистеїн

D: Аспарагінова кислота

E: Глутамінова кислота

F: Фенілаланін

G: Гліцин

H: Гістидин

I: Ізолейцин

K: Лізин

L: Лейцин

M: Метіонін

N: Аспарагін

P: Пролін

Q: Глутамін

R: Аргінін

S: Серин

T: Треонін

V: Валін

W: Триптофан

Кодований геном білок за функціями належить до гідролаз, нуклеаз, ендонуклеаз. 
Задіяний у такому біологічному процесі, як процесинг тРНК. 
Білок має сайт для зв'язування з іонами металів, іоном цинку. 
Локалізований у цитоплазмі, ядрі.